# Фањано (Болоња)
Фањано (итал. Fagnano) је насеље у Италији у округу Болоња, региону Емилија-Ромања.
Према процени из 2011. у насељу је живело 254 становника. Насеље се налази на надморској висини од 175 м.